# ハッチ・ダーノ
ハッチ・ダーノ（Hutch Dano, 1992年5月21日 - ）は、アメリカ合衆国出身の俳優である。

## 出演作品
- お兄ちゃんはデンマザー（アレックス）
- ジーク アンド ルーサー（ジーク）
- ゾンビーバー（サム）
- ホワイトカラー シーズン3
- ラモーナのおきて（ヘンリー・ハギンズ）
- LAW & ORDER:LA